# Dzieło Osobistego Poświęcenia się Najświętszemu Sercu Jezusowemu
Dzieło Osobistego Poświęcenia się Najświętszemu Sercu Jezusowemu (łac. Pia unio Consecrationis Personalis Sacratissimo Cordi Jesu) – stowarzyszenie wiernych w Kościele katolickim, działające w Polsce, którego celem jest praktykowanie i propagowanie oddania się Jezusowi Chrystusowi według wzoru św. Małgorzaty Marii Alacoque oraz intronizacja Chrystusa Króla według wskazań encyklik papieskich. Inspiratorką jego powstania była Rozalia Celakówna, a za nią, jej kierownik duchowy o. Zygmunt (Kazimierz Dobrzycki), oblat pauliński oraz o. Pius Przeździecki, generał paulinów. Protektorem organizacji Dzieła był kard. Adam Stefan Sapieha.

## Geneza

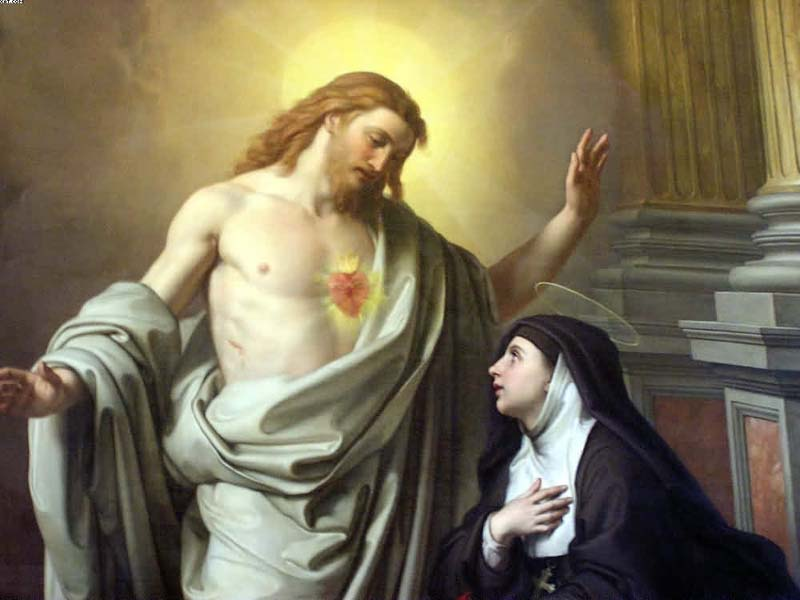
Osobiste poświęcenie się Najświętszemu Sercu Jezusowemu przez św. Małgorzatę Marię Alacoque

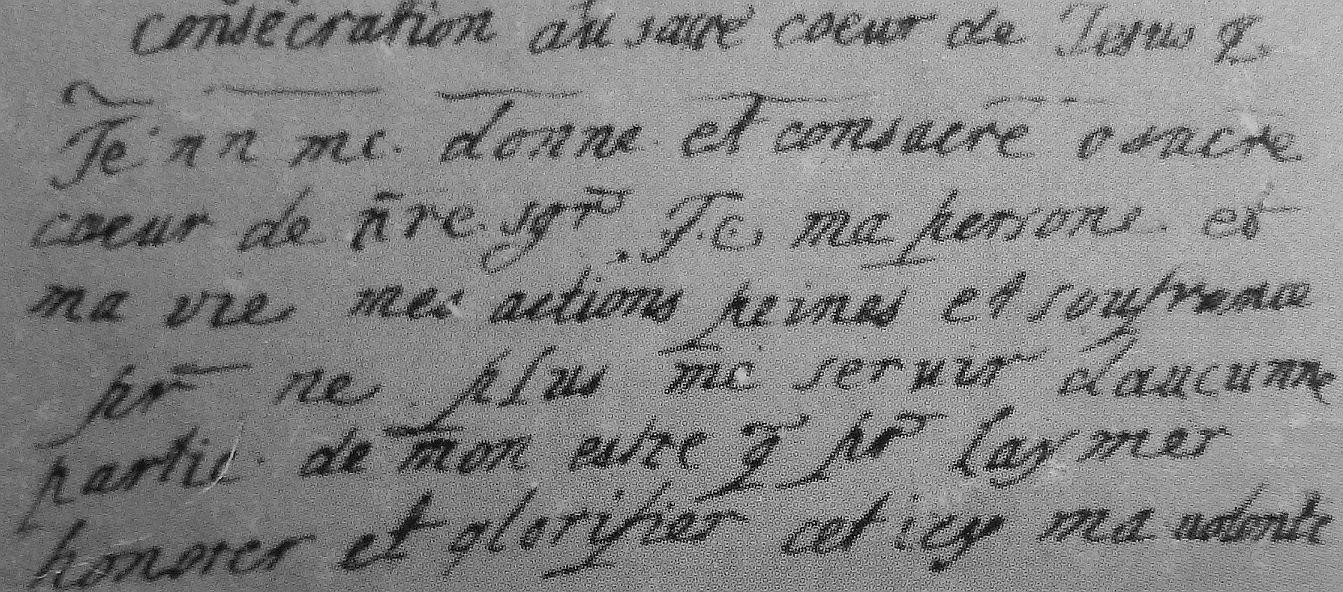
Rękopis Aktu św. Małgorzaty Marii

U źródeł Dzieła znajduje się Akt Osobistego Poświęcenia się Najświętszemu Sercu Jezusowemu, jaki złożyła św. Małgorzata Maria Alacoque, zwany przez nią małym poświęceniem (fr. la petite consécration), którego tekst został jeszcze za jej życia wydrukowany, a w drugiej połowie XIX wieku spopularyzowany na całym świecie. Św. Małgorzata twierdziła, iż natchnął ją do tego sam Pan Jezus w 1664 roku. Drugą jej odpowiedzią na wezwanie Chrystusa w tym względzie, które usłyszała w czasie pierwszego tzw. Wielkiego Objawienia Serca Jezusowego w 1673 roku, było przyjęcie łaski oddania się Mu w sercu i duchu. Wezwanie, które wówczas usłyszała: „Daj Mi [Córko Moja] serce Twoje!”, stanie się później hasłem Dzieła. Papież bł. Pius IX dekretem z 22 czerwca 1875 roku, w dwusetną rocznicę objawień w Paray-le-Monial, zachęcił wiernych do „osobistego poświęcenia się Sercu Bożemu”, zatwierdzając tekst aktu (nie był on autorstwa św. Małgorzaty) i udzielając jednorazowo odpustu zupełnego za jego odmówienie.
Leon XIII natomiast tak bardzo cenił Akt Osobistego Poświęcenia się według św. Małgorzaty, że sam go odmawiał, tekst miał w swoim brewiarzu i obdarzył go odpustem. Za jego zachętą został on przetłumaczony na czterdzieści języków . Następnie Pius XI w encyklice Miserantissimus Redemptor w 1928 roku stwierdził: „Spośród praktyk ściśle związanych z czcią Najświętszego Serca, o których należy tu wspomnieć, wybije się praktyka poświęcenia Boskiemu Sercu Jezusa samych siebie i wszystkiego co posiadamy, a co zawdzięczamy odwiecznej miłości Boga. [...] Gdy nasz Zbawiciel powodując się nie tyle Swym prawem, ile bezbrzeżną ku nam miłością, pouczył niewinną uczennicę Swego Serca, Małgorzatę Marię, jak bardzo pragnie, by ludzie w ten sposób oddawali Mu cześć, ona pierwsza ze wszystkich spełniła pobożny ten obowiązek ze swym przewodnikiem duchownym, Klaudiuszem de la Colombiere”.

## Historia

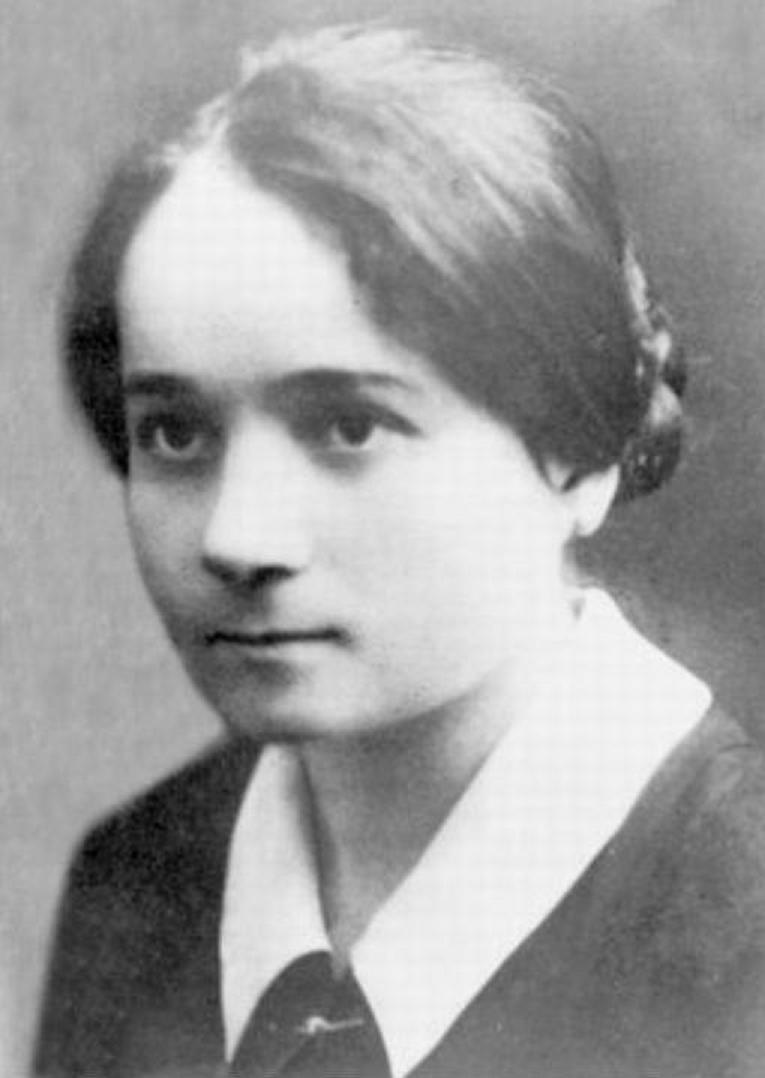
Rozalia Celakówna, inicjatorka idei Dzieła Osobistego Poświęcenia się Najświętszemu Sercu Jezusowemu

24 czerwca 1938 roku, w podobny sposób, służebnica Boża Rozalia Celakówna, czcicielka Najświętszego Serca Pana Jezusa i apostołka Intronizacji Chrystusa Króla w Polsce oraz jej kierownik duchowy, ojciec Zygmunt, złożyli i podpisali Akt Ofiarowania się Najświętszemu Sercu Jezusowemu w całopalnej ofierze miłości. Ich misja miała być kontynuacją tamtej praktyki, wedle słów które w duszy usłyszała: „Dziecko, Maria Małgorzata dała poznać Moje Serce światu; wy zaś kształtujcie dusze na modłę Mego Serca”. Rozalia przekazywała polecenia jakie otrzymywała od Chrystusa, wśród których dwa najważniejsze, to: „uznanie Go za Króla i Pana w całym tego słowa znaczeniu przez Intronizację w całym Państwie z Rządem na czele” oraz „dokonanie Intronizacji NSPJ w każdej duszy”. Pierwsze dotyczyło wymiaru społecznego panowania Chrystusa, o jakim pisał papież Pius XI w encyklice Quas Primas, drugie wymiaru osobistego zbawienia ludzi i ono było głównie kontynuowane w warunkach okupacji niemieckiej, a następnie panowania komunistycznego.
W 1938 roku też, Rozalia Celakówna zapisała „głos wewnętrzny” na temat o. Zygmunta: „Ojciec twój jest bardzo miły Mojemu Boskiemu Sercu. Jego wybieram, by głosił Moją Miłość. On będzie apostołem Mojego Serca”. Innym razem zaś: „Ojciec jeszcze pisze książki, nie może iść z tobą” [tj. umrzeć]. Zrealizowało się to w kolejnych latach, gdy począwszy od 1941 roku przygotował on teksty, wpierw powielane w maszynopisach, a w 1948 roku wydrukowane, stanowiące podstawę działalności Dzieła: „O krzewieniu Dzieła Osobistego Poświęcenia się Najświętszemu Sercu Jezusowemu”, „Osobiste Poświęcenie się Najświętszemu Sercu Jezusowemu” oraz „Intronizacja Serca Bożego w duszy Rozalii, czyli jej Osobiste Poświęcenie się Temuż Sercu” i prawdopodobnie „Daj mi, synu mój, serce twoje”, a także opracował życiorys Rozalii i dokonał kilku tłumaczeń tekstów związanych z kultem NSPJ.

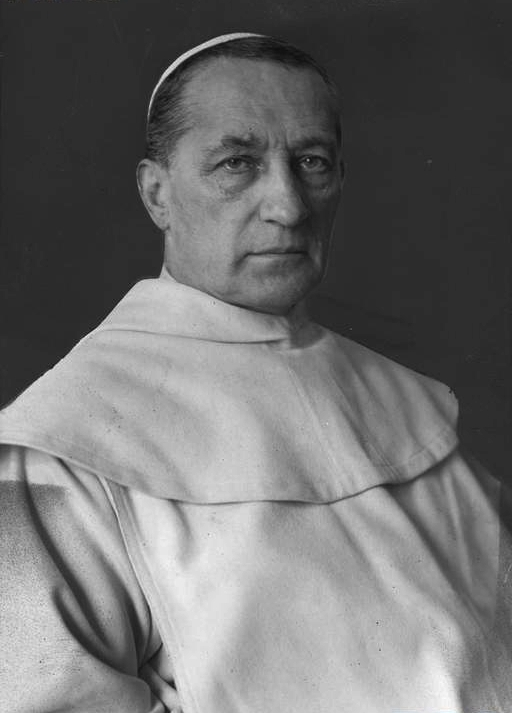
o. Pius Przeździecki OSPPE

O. Pius Przeździecki, generał paulinów, jedyny dostojnik kościelny, który przed wojną wierzył w orędzia Rozalii Celakówny i przekazywał je kard. Augustowi Hlondowi, od początku był bardzo przychylny wobec tej idei, stając u progu organizowania się Dzieła Osobistego Poświęcenia się NSPJ. W 1941 roku wystosował do wszystkich ojców i braci paulinów 24-stronicowy „List okólny” na ten temat, w którym oświadczył: „W obliczu tedy śmierci i wieczności, na podstawie omówionych w niniejszym liście okólnym objawień Serca Jezusowego (jakkolwiek prywatnych) i nauki Kościoła [...] wierzę i oświadczam, że niezawodnym ratunkiem na te ostatnie czasy przez Samego Chrystusa Pana podanym – jest Intronizacja Najświętszego Serca Jezusowego w trzech jej właściwych formach tj. w duszach, rodzinach i poprzez Dzieło .
Już w 1941 roku utworzyła się grupa mężczyzn spośród inteligencji katolickiej w Krakowie, którzy przeczytali list o. Piusa i podjęli się realizacji tego Dzieła. Zbierali się oni prywatnie na konferencje, podczas których omawiali różne trudności swego apostolstwa, ale i zarazem sukcesy, to jest niezwykłe nawracanie się grzeszników, w związku z ich Osobistym Poświęceniem się. Owi organizatorzy Dzieła byli w większości członkami Sodalicji Mariańskiej.
W wielu takich spotkaniach brał udział, przebywający wtedy w Krakowie, bp Juliusz Bieniek z Katowic. Jego bardzo przychylne nastawienie się do nowej idei oraz zachęty dodały inicjatorom jeszcze większej gorliwości. Ich przedstawiciele zwierzyli się kard. Sapieże ze swych planów, a on jesienią 1945 roku ponownie przyjął ich i z radością pozwolił im zająć się na szerszą skalę krzewieniem idei Dzieła oraz stał się jego „protektorem”. 20 listopada 1945 roku w jednej z sal przy krużgankach kościoła franciszkanów w Krakowie, z udziałem czterdziestu osób odbyło się pierwsze organizacyjne „zebranie intronizacyjne”, czyli wedle późniejszej terminologii, „Konferencja Dzieła Osobistego Poświęcenia się Najświętszemu Sercu Jezusowemu”.
Znaleziono wkrótce odpowiednio urządzony lokal, który poświęcił ks. Ferdynand Machay, od kanonicznego erygowania Dzieła, aż do końca, jego doradca. W grudniu 1945 roku w Poznaniu, w kościele Najświętszego Serca Jezusowego oraz w farze przeprowadzono rekolekcje na temat Osobistego Poświęcenia się Najświętszemu Sercu Jezusowemu. Po uzyskaniu o nich sprawozdania od proboszczów, prymas August Hlond 31 grudnia 1945 roku dał na piśmie błogosławieństwo dla Dzieła. Podobne błogosławieństwo nadesłał do Generalnego Sekretariatu Dzieła jeszcze raz 18 lipca 1946 roku. Do swej śmierci tak on, jak kard. Sapieha, byli dla Dzieła bardzo przychylni .

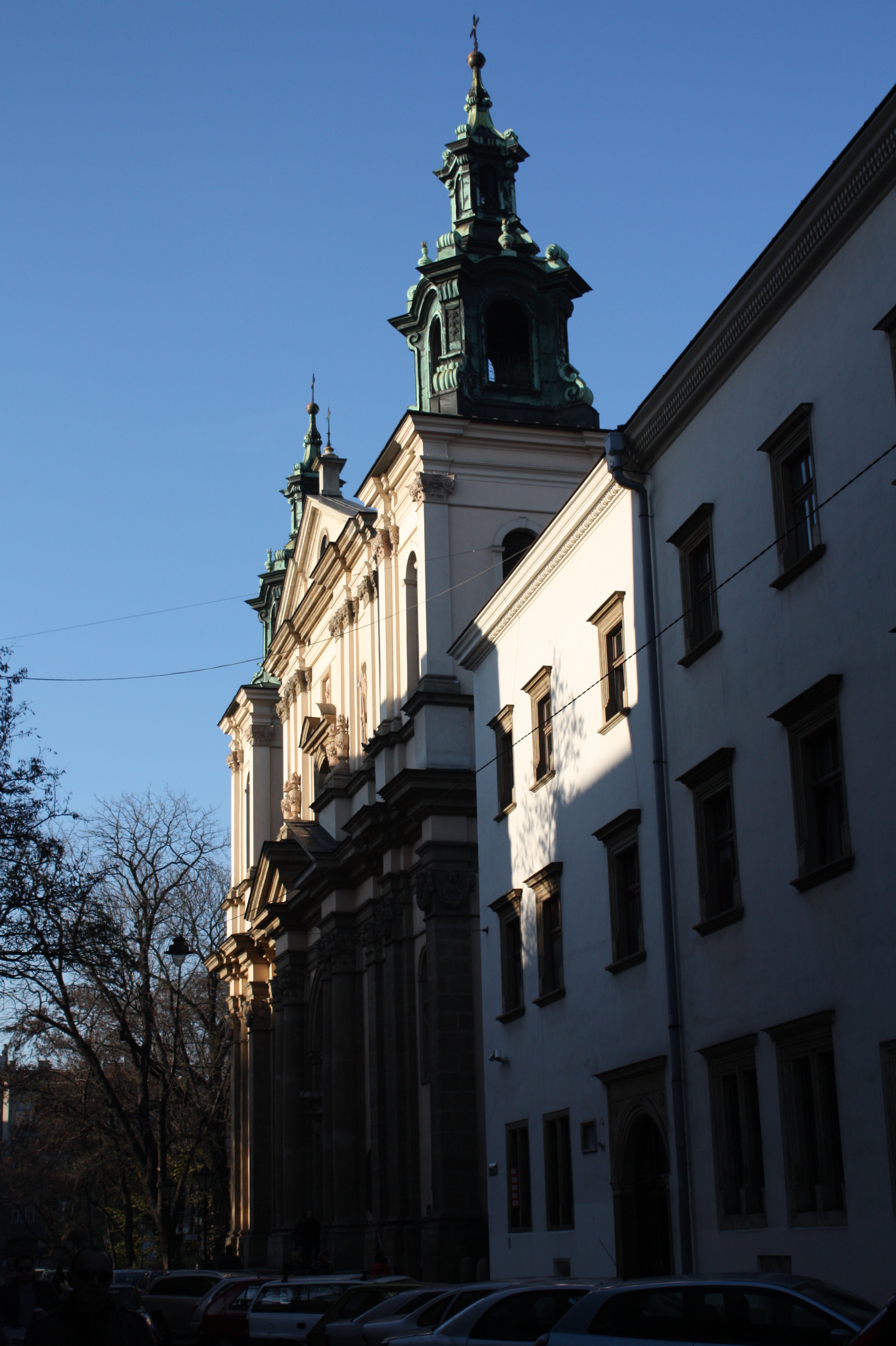
Kościół św. Anny w Krakowie i jego kancelaria, w której odbywały się spotkania Dzieła Osobistego Poświęcenia się NSPJ

17 kwietnia 1946 roku kard. Sapieha erygował Dzieło przy kolegiacie św. Anny w Krakowie, mianując Generalnym Moderatorem Dzieła ks. Rudolfa van Roya. Zaś 27 maja tego roku zatwierdził jego Statut. Artykuł II Statutu głosił, że „celem Dzieła jest realizowanie przekazanych nam przez św. Małgorzatę Marię Alacoque pragnień Najświętszego Serca Jezusowego oraz Encyklik papieskich dotyczących Jego Intronizacji”.
Generalny Sekretariat Dzieła dwa razy w miesiącu urządzał tzw. „konferencje” przy kolegiacie św. Anny i pozyskiwał nowych członków, którzy dokonywali Aktu Poświęcenia. Członkami formalnymi Dzieła byli sami mężczyźni, lecz uczestnictwo w samej praktyce Poświęcenia się obejmowało także kobiety. W 1947 roku przy Dziele powstała sekcja lekarzy, w liczbie czterdziestu. Opracowali oni i rozesłali „Odezwę” do lekarzy w kraju oraz wystosowali do władz memoriał przeciw zabijaniu nienarodzonych dzieci. W tym roku też zorganizowała się przy Dziele sekcja prawników w liczbie 27. Kardynał Sapieha jadąc do Rzymu w 1948 roku zabrał pisma Dzieła dla papieża Piusa XII, który 22 października 1948 roku przysłał swe błogosławieństwo.
O zasięgu i skutkach propagowania idei Dzieła wypowiedział się Episkopat Polski w liście pasterskim „O Osobistym Poświęceniu się Najświętszemu Sercu Jezusowemu oraz o Jego Intronizacji w rodzinach” z 1 stycznia 1948 roku, w którym zauważył: „Doświadczenie ostatnich lat, odkąd praktyka osobistego poświęcenia szerzy się w naszym kraju, wskazuje wyraźnie, że spoczywa na niej upodobanie Boże. Są przecież parafie, w których nie tylko pobożne niewiasty, ale całe zastępy mężów i młodzieży poświęciły się osobiście Boskiemu Sercu i wiernie wypełniają swoje święte zobowiązania, a nadmienić trzeba, że tam istotnie pod tchnieniem Ducha Bożego odnawia się oblicze ziemi”.
Ostatnimi znaczącymi, zapewne najistotniejszymi dokonaniami Dzieła był memoriał do prymasa Stefana Wyszyńskiego oraz różne starania w sprawie przeprowadzenia Aktu Poświęcenia Narodu Polskiego Najświętszemu Sercu Jezusowemu. Pomimo licznych trudności Akt ten, dokonany w trakcie ogłoszonego przez Episkopat Polski, Roku Poświęcenia NP NSPJ oraz poprzedzony tygodniem modlitw, odbył się w całym kraju, we wszystkich parafiach w uroczystość Chrystusa Króla, 28 października 1951 roku. Uroczystość ta była zwieńczeniem czterech lat apostolstwa, rozpoczętego owym listem pasterskim Episkopatu, w którym napisano:
"Mimo wyraźnych słów Namiestników Chrystusowych praktyka osobistego poświęcenia się Sercu Bożemu nie jest dostatecznie znana ogółowi katolików. Czy nie jest wolą Bożą, aby w tych przełomowych chwilach w Polsce naszej spełniło się to, czego dotąd nie wykonano jeszcze z żądań Najświętszego Serca, zawierzonych świętej Jego uczennicy? Praktyka osobistego poświęcenia zatacza dziś u nas coraz szersze kręgi. Pragniemy, by ogarnęła cały Naród, zbliżając go do Serca Bożego i gruntując Królestwo Boże w duszach. [...] Jeśli pragniemy, aby nad Polską w potędze swych cudów zajaśniało Serce Zbawiciela, Serce pełne łaskawości, dobroci i miłosierdzia, to trzeba, byśmy godni się stali tego najświętszego z Bogiem naszym przymierza. Trzeba serce swoje oczyścić, wyrywając z niego silnym i prężnym szarpnięciem korzenie grzechu, i oddać dusze pod panowanie Boskiego Króla. Nie lękajmy się. Spełni wtedy Ono obietnice swoje. Położę oczy moje na nich ku zlitowaniu. Zbuduję ich, a nie zgubię. I wszczepię ich, a nie wyrwę. I dam im serce, aby Mnie znali, żem ja jest Pan. I będą mi ludem, a ja im będę Bogiem (Jr 24, 6-7)”. W ciągu tych lat, pięć milionów Polaków dokonało Aktu Osobistego Poświęcenia się Najświętszemu Sercu Pana Jezusa.
Tymczasem w sierpniu 1949 roku władze komunistyczne wydały rozporządzenie, aby wszelkie stowarzyszenia religijne miały się albo zarejestrować, albo zlikwidować. Członkowie Sekretariatu Dzieła wybrali drugą alternatywę i uchwalili likwidację Dzieła. Kardynał Sapieha uznał to za lepsze. Powstało wtedy pytanie, komu przekazać Dzieło, czy paulinom, czy sercanom, czy ewentualnie kuriom biskupim? Paulini mieli do tego największe prawo, bo idea ta wyszła z Jasnej Góry, jednak według zdania prymasa Wyszyńskiego, paulinów nie należało obciążać Dziełem wobec tylu zadań na Jasnej Górze. Sercanie w Sokołówce koło Polanicy-Zdroju, według prymasa liczebnie byli „zbyt słabi na takie poważne Dzieło”. Ostatecznie kard. Sapieha 2 listopada 1949 roku zarządził przeniesienie Dzieła do Referatu Duszpasterskiego, co praktycznie było jego likwidacją .
Dzieło istniało jednak dalej w sposób ograniczony i nieformalny, przyjmując w swe szeregi osoby obojga płci, od lat 70. coraz bardziej aktywnie. Sekretariat Generalny współpracował z trzydziestoma kapłanami. Od 1973 roku Dzieło włączyło się w przygotowanie i prace synodu archidiecezji krakowskiej jako Synodalny Zespół Studyjny. Ks. Kazimierz Dobrzycki (ojciec Zygmunt) pełnił funkcję Dyrektora Dzieła aż do swej śmierci czyli do 1976 roku. Jego następcami byli: o. Albert Urbański karmelita do 1984 roku, ks. Jerzy Woźniak CM do 1995 roku, o. Henryk Klimaj CSsR do 2007 roku. Od tego roku do dziś ks. Janusz Mółka SJ. Świeckim Sekretarzem Generalnym Dzieła jest mgr inż. Jacek Suder.
W 2007 roku kard. Stanisław Dziwisz dodał aneks do Statutu, „ponieważ po upływie wielu lat od kanonicznego erygowania Dzieła wymaga ono dostosowania formalnego do obowiązujących przepisów prawa kanonicznego i praktyki duszpasterskiej”, którym „ten pobożny ruch ma się dziś kierować”, stwierdzając, iż ma on działać pod zwierzchnictwem arcybiskupa krakowskiego, z możliwością pracy na terenie innych diecezji, za zezwoleniem i pod zwierzchnictwem miejscowego biskupa. Dzieło obecnie rozwija się pod opieką ojców jezuitów w Krakowie.

## Osobiste poświęcenie się NSPJ według Dzieła
1. Odbyć w którymś dniu (najlepiej w czwartek) przed pierwszym piątkiem miesiąca z głęboką skruchą spowiedź, podkreślając to, co dotychczas najbardziej raniło Serce Boże i co stanie się przedmiotem planowej pracy wewnętrznej.
2. Z żarliwszym przygotowaniem się i przejęciem przystąpić w pierwszy piątek miesiąca do Komunii św. w intencji i na dowód poświęcenia się.
3. Po Komunii św. (najpierw swymi słowami) złożyć Sercu Jezusowemu ofiarę z siebie poświęcając Mu swe jestestwo, by Mu służyło i przysparzało tyle chwały, miłości i uwielbienia, ile tylko będzie w naszej mocy. Następnie, podczas tego dziękczynienia, odmówić z gorącością ducha Akt Poświęcenia się.
4. Nałożyć na siebie poświęcony uprzednio wizerunek Serca Jezusowego wraz z tekstem Aktu Poświęcenia się, by go stale już nosić.
5. Począwszy od tego dnia, z całą gorliwością, życiem stwierdzać swe poświęcenie się Sercu Bożemu, tj. spełniać przyjęte na siebie obowiązki (Według pisma Dzieła z 1948 roku)[13].

## Praktyki uczestników Dzieła
1. Uważając się za całkowitą własność Serca Jezusowego, żywić do Niego szczególne nabożeństwo i na wszelki sposób czcić, miłować i wielbić To Serce przez całe życie, aż do śmierci.
2. Wynagradzać Sercu Jezusowemu za niewdzięczność, wzgardę, nieuszanowanie, lekceważenie, oziębłość i świętokradztwa, jakich doznaje w Najświętszym Sakramencie od grzeszników; w tej intencji, jak i w innych intencjach Dzieła, przyjmować Komunię w każdy pierwszy piątek miesiąca (w razie przeszkody w niedzielę po nim następującą) i odprawiać co miesiąc Godzinę Świętą.
3. Wyrzekając się wszystkiego, co by Sercu Jezusowemu mogło się nie podobać, planowo, za poradą stałego spowiednika, wyzbywać się przede wszystkim głównego grzechu, względnie wady, ewentualnie ćwiczyć się w odpowiedniej cnocie. Dla wdrożenia się do tej pracy nad sobą doradza się prowadzić przynajmniej przez rok tzw. miesięczne adnotacje duchowne.
4. Stosować się we wszystkim do tych zasad Jezusowych, tak w życiu prywatnym, jak i publicznym oraz sumiennie spełniać obowiązki stanu. Czyli trzeba żyć naprawdę według Boskiej nauki ewangelicznej Chrystusa. Dlatego bardzo się zaleca codziennie z czcią czytać Pismo Święte, zwłaszcza Ewangelię, przez 15 minut, a ponadto poświęcać tyleż czasu na czytanie książek o treści religijnej.
5. Zwracać się do Najświętszego Serca Jezusa we wszystkich potrzebach z pokorą i pełnią czci, lecz zarazem z całą dziecięcą ufnością, zupełnie zdając się na Jego o nas troskę, jak dzieci na swego dobrego Ojca.
6. Żywić wielką miłość dla bliźnich, modląc się za nich, jak za siebie samych oraz utrzymując z nimi jedność i pokój, gdyż jest to jeden ze szczególnych skutków tego nabożeństwa, zjednoczenie serc poróżnionych i uspokojenie dusz.
7. W miarę całej naszej możności szerzyć kult Serca Jezusowego a szczególnie poświęcenie się Jemu, przez rozmowy, listy, książki i ofiary na ten cel, a jeszcze bardziej przez modlitwę i cierpienie.
8. Codziennie odmawiać Akt Osobistego Poświęcenia się i wraz z nim nosić na sobie ze czcią wizerunek Najświętszego Serca Jezusa.
9. W pierwsze piątki miesiąca odnowić swe poświęcenie się Sercu Jezusowemu; w tej intencji uczestniczyć we Mszy św., przystąpić do Komunii św. oraz żarliwie odmówić Akt Poświęcenia się.
10. Ze szczególnym nabożeństwem obchodzić uroczystość Najświętszego Serca Pana Jezusa, Bożego Ciała i Chrystusa Króla, przystąpiwszy w te dni do Komunii św. Wskazane jest przygotowywać się do nich przez nowenny oraz gorliwie przyczyniać się do ich organizowania, aby wypadły jak najwspanialej (Według pisma Dzieła z 1948 roku)[14].